# Söhne Mannheims
Söhne Mannheims (Synové Mannheimu) je populární německá hudební skupina, skládající se z mnoha hudebníků. Vyznačuje se kombinováním rozmanitých stylů – soulu, hip-hopu, R&B a reggae s popem, rockem až téměř nu-metalem. Prostřednictvím svých textů se vyjadřují k náboženským otázkám (členové jsou z velké části věřící) nebo k problémům dnešní společnosti. Název skupina zvolila podle města Mannheim (Bádensko-Württembersko), kde většina z nich žije.

## Historie
Existence tohoto projektu se datuje již od roku 1995, kdy se tehdy ještě poměrně málo známý německý soulový zpěvák Xavier Naidoo rozhodl založit vlastní skupinu. Původní sestava čítala sedmnáct členů, dnes se jejich počet ustálil okolo čtrnácti. Skupina se však potýkala s mnohými problémy, trvalo několik let, než se dokázali sjednotit a nahrát své první album Zion (2000). Tomu předcházel již úspěšný singl Geh davon aus, následovaly singly Power of the sound či Meine Stadt. Album bylo celkově velice zdařilé, všechny jejich koncerty vmžiku vyprodané.
Po tomto úspěchu členové skupiny na určitou dobu přerušili spolupráci. Teprve roku 2003 se skupina opět zformovala, aby mohla nahrát novou verzi někdejšího hitu Ria Reisera Mein Name ist Mensch, jež vyšla na kompilaci Rio Reiser Familienalbum. Při této příležitosti hudebníci opět navázali spolupráci na společném projektu a nahráli v pořadí druhé album Söhne Mannheims Noiz (2004). To pokračovalo v trendu úspěšnosti, ocenění získaly i jednotlivé singly, jako např. Und wenn ein Lied (nejvíce stahovaná píseň z internetu roku) nebo Vielleicht (nejhranější skladba v rádiích).
V létě roku 2005 vyšlo live album Power of the sound (singl Zurück zu dir), na němž jsou sestříhané záznamy z několika koncertů.
Poté následovala pauza, jež skončila v roce 2007 – v srpnu tohoto roku bylo vydáno album Söhne, Mond und Sterne, složené z patnácti skladeb, přičemž každý z členů skupiny je autorem jedné. Roku 2008 uspořádali Söhne Mannheims ve spolupráci s MTV v rámci projektu MTV Unplugged koncert v německém Schwetzingenu. Záznam tohoto unikátního vystoupení byl téhož roku vydán na CD i DVD. Album IZ ON pochází z roku 2009, stejně jako stejnojmenný singl IZ ON a singl Ich wollt nur deine Stimme hör'n. V roce 2011 následovalo čtvrté studiové album Barrikaden von Eden a singly Ist es wahr (Aim High), Freiheit a Für dich. Skladba Freiheit byla věnována organizaci Amnesty International.

## Členové
- Xavier Naidoo (zpěv)
- Michael Klimas (zpěv)
- Tino Oack (zpěv)
- Henning Wehland (zpěv)
- Marlon B. (rastafari)
- Metaphysics (rap)
- Michael Herberger (keyboard)
- Florian Sitzmann (keybord, cello)
- Kosho (kytara)
- Andreas Bayless (kytara)
- Robee Mariano (baskytara)
- Ralf Gustke (bicí)
- Bernd Hermann (bicí)
- Billy Davis (DJ)

## Diskografie
- Barrikaden von Eden (2011)
- IZ ON (2009)
- Wettsingen in Schwetzingen (2008)
- Söhne, Mond und Sterne (2007)
- Power of the sound (2005)
- Noiz (2004)
- Zion (2000)